# Marc Forster
Marc Forster (Illertissen, 27 gennaio 1969) è un regista tedesco con cittadinanza svizzera.

## Biografia
Nato nella Germania Ovest, figlio di un medico tedesco e di un'architetta svizzera, è cresciuto a Davos, in Svizzera. A vent'anni si sposta a New York per studiare cinematografia all'Università di New York. La sua carriera inizia realizzando alcuni documentari per la televisione, successivamente realizza alcuni film indipendenti a basso costo, Loungers e Everything Put Together, quest'ultimo presentato al Sundance Film Festival. Il suo primo film importante è Monster's Ball - L'ombra della vita, che viene candidato all'Oscar, in seguito dirige Neverland - Un sogno per la vita, che ha avuto una nomination agli Oscar come Miglior Film.
Nel 2007 adatta per il grande schermo il romanzo di Khaled Hosseini Il cacciatore di aquiloni e viene scelto come regista di Quantum of Solace, 22º capitolo delle avventure di James Bond. Nel 2013 viene scelto per dirigere World War Z, film interpretato da Brad Pitt, che si rivela un grande successo al box office. Dopo aver girato Chiudi gli occhi - All I See Is You, nel novembre 2016 viene scelto dalla Walt Disney Pictures per dirigere Ritorno al Bosco dei 100 Acri, film in live action col personaggio Disney Winnie the Pooh.

## Filmografia

### Regista

#### Cinema
- Loungers (1996)
- Everything Put Together (Tutto sommato) (Everything Put Together) (2000)
- Monster's Ball - L'ombra della vita (Monster's Ball) (2001)
- Neverland - Un sogno per la vita (Finding Neverland) (2004)
- Stay - Nel labirinto della mente (Stay) (2005)
- Vero come la finzione (Stranger Than Fiction) (2006)
- Il cacciatore di aquiloni (The Kite Runner) (2007)
- Quantum of Solace (2008)
- Machine Gun Preacher (2011)
- World War Z (2013)
- Chiudi gli occhi - All I See Is You (All I See Is You) (2016)
- Ritorno al Bosco dei 100 Acri (Christopher Robin) (2018)
- Non così vicino (A Man Called Otto) (2022)
- Wonder: White Bird (White Bird: A Wonder Story) (2024)

#### Televisione
- Hand of God – serie TV, episodi 1x01-1x02 (2014)

### Produttore

#### Cinema
- Il potere dei sogni (Sueño), regia di Renée Chabria (2005)
- Machine Gun Preacher (2011)
- Disconnect, regia di Henry Alex Rubin (2012) - produttore esecutivo
- World War Z (2013) - produttore esecutivo
- Chiudi gli occhi - All I See Is You (All I See Is You) (2016)
- Domenica (Come Sunday), regia di Joshua Marston (2018) - produttore esecutivo
- Mon chien stupide, regia di Yvan Attal (2019) - produttore esecutivo
- Non così vicino (A Man Called Otto), regia di Marc Forster (2022)

#### Televisione
- Hand of God – serie TV, 20 episodi (2014-2017) - produttore esecutivo

### Sceneggiatore
- Loungers (1996)
- Everything Put Together (Tutto sommato) (Everything Put Together) (2000)
- Chiudi gli occhi - All I See Is You (All I See Is You) (2016)